# Chrysocraspeda lunulata
Chrysocraspeda lunulata är en fjärilsart som beskrevs av Swinhoe 1902. Chrysocraspeda lunulata ingår i släktet Chrysocraspeda och familjen mätare. Inga underarter finns listade i Catalogue of Life.